# Musikens vänner
Musikens Vänner (ofta förkortat MV) är en manskör och skolförening på Katedralskolan i Skara. Kören bildades den 11 september 1886 av Gunnar Wennerberg tillsammans med elever på skolan. I kören ingår numera den äldre Dubbel-Quartetten (DQ) som består av åtta utvalda sångare ur MV. Båda körerna drivs av eleverna själva och varje år utses en ny styrelse som innefattar bland annat en ordförande och en anförare.

## Historia

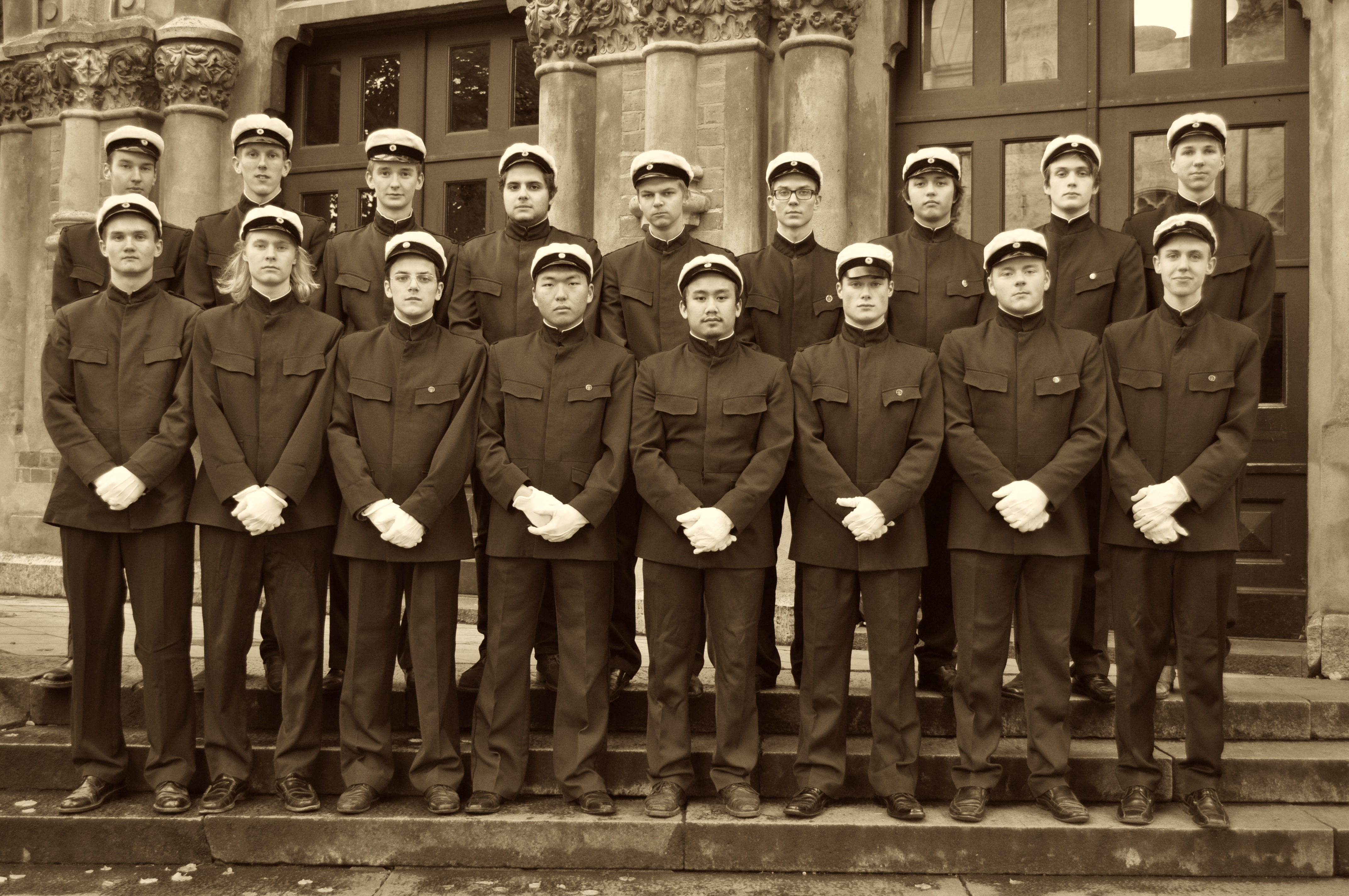
Musikens Vänner hösten 2012

Redan under 1600-talet och 1700-talet hade Katedralskolan ett mycket omfattande musikliv. När Gustav III besökte skolan 1772 sjöng gymnasie- och skolungdomarna för honom på en läktare i Skara domkyrka. Sedan 1830-talet har gymnasister på första maj, sjungandes, tågat fram på Skaras gator och utbringat leven för lärare.
Tillsammans med musikläraren, director cantus, Johan August Mankell (1825—1868) skapade några skolpojkar en dubbelkvartett 1859. Kören fick passande nog namnet Dubbel-Quartetten. Dubbel-Quartetten framförde bland annat vårkonserter i Krabbelund.
Musikens Vänner bildades den 11 september 1886 då ett 30-tal elever samlades i skolans aula. På den tiden var MV inte bara en kör utan hade även en violinorkester och pianoackompanjemang. MV:s första konsert ägde rum i skolaulan den 19 mars 1887 inför ca 400 betalande åhörare. Sedan samma år har MV sjungit i maj månad i Botan varje år. Många av sångerna i repertoaren är idag samma som då. Musikens Vänner har idag i stort sett tagit över Dubbel-Quartettens roll i skolan. Dubbel-Quartetten är dock fortfarande fullt aktiv som kör. Repertoaren bestod inledningsvis av sånger av nationalromantisk karaktär, och delar av denna ursprungliga repertoar ingår fortfarande i MV:s framträdanden, till exempel den traditionella sången vid in- och utmarsch.
År 1970 utgav Musikens Vänner musikalbumet En majkväll i Botan (MNW 4P). Vid Musikens Vänners 120-årsjubileum 2007 samt vid dess 125-årsjubileum 2011 tilldelades kören en svensk fana av kung Carl XVI Gustaf.

## Traditioner
Musikens Vänner har många traditioner. De äldsta sträcker sig ända tillbaka till 1887.
Eftersom MV har sina rötter i läroverket lever de gamla termerna för årskurs kvar inom kören. Ettor kallas för 6:2, tvåor för 7:1 och treor för 7:2. Som 6:2 brukar man få göra ett antal uppgifter och tjänster åt 7:1 och 7:2. Dessa uppgifter är ofta desamma varje läsår.
Till körens offentliga uppträdanden hör enligt tradition den 6 november då man firar minnet av kung Gustav II Adolf genom att sjunga på Djäkneskolans trappa. 
Vid första advent sjunger MV och DQ i Skara Domkyrka tillsammans med flickkören Octo Puellae för skolans elever. Förr sjöng MV också på Lussenatten vid midnatt vid krönikebrunn.

### Majsjungningarna
De så kallade Majsjungningarna hör till Musikens Vänners äldsta traditioner. Under maj månad sjunger kören vid flera tillfällen i Botan. Det hela börjar första  maj med uppvaktning av skolans rektor. MV tågar då sjungande från Krabbelund vid Skara Domkyrka tillsammans med flickkören Octo Puellae (OP) till borggården på Katedralskolan där rektor väntar. Rektor uppvaktas sedan med sång från de tre körerna (MV, DQ och OP) och tal från talmannen (elevkårens ordförande). Rektor svarar sedan med ett tacktal. Därefter tågar man vidare för uppvaktning av biskopen i Biskopsgårdens trädgård. Uppvaktningen går till på samma sätt med sång från körerna och tal från talmannen följt av tacktal från biskopen.
Sista maj sker upphöjningen av 6:2 och 7:1 vid Djäknehusets (gamla läroverksbyggnaden) trappa. Vid midnatt sker sista offentliga framträdandet av läsårets MV vid närliggande Krönikebrunnen på stortorget i Skara.

### Studenttraditioner
MV är ansvariga för studentuppvaktningen på Katedralskolan. En av de äldsta traditionerna är när MV tillsammans med de blivande studenterna promenerar till Brunnsbo någon dag före studenten. Tidigare gjordes detta för att uppvakta biskopen som då bodde där, men nu har händelsen förvandlats till en picknick.
Studentbalen på Skara stadshotell inleds med en promenad från Botan, och studenterna välkomnas till balen av lärarkåren, "krabbarna", som står samlad på hotellets balkong. Efter att ha tagit examen vid Katedralskolan i Skara blir man så kallad Skaradjäkne. Totalt sjunger MV Studentsången cirka 200 gånger under studentveckan.

## Kända tidigare medlemmar
- Petter Bristav komiker, redigerare, redaktör och podcastare
- Jäje Johansson artist, musiker
- Jerker Leijon tonsättare, musiker[6]
- Bo Wallner musikvetare, ledamot av Kungliga Musikaliska Akademien[6]
- Herman Palm (medlem i den äldre Dubbel-Quartetten som MV senare bildades ur) präst, tonsättare, redaktör[6]